# ミケル・ラボア
ミケル・ラボア・マンシシドール（バスク語: Mikel Laboa Mancisidor, 1934年6月15日 - 2008年12月1日）は、スペイン・ギプスコア県パサイア出身のシンガーソングライター、精神科医。
バスク地方のバスク音楽でもっとも重要なシンガーソングライターの一人であり、より若い世代のミュージシャンに影響を与えた。ラボアはほぼすべての曲をバスク語で歌った。

## 経歴

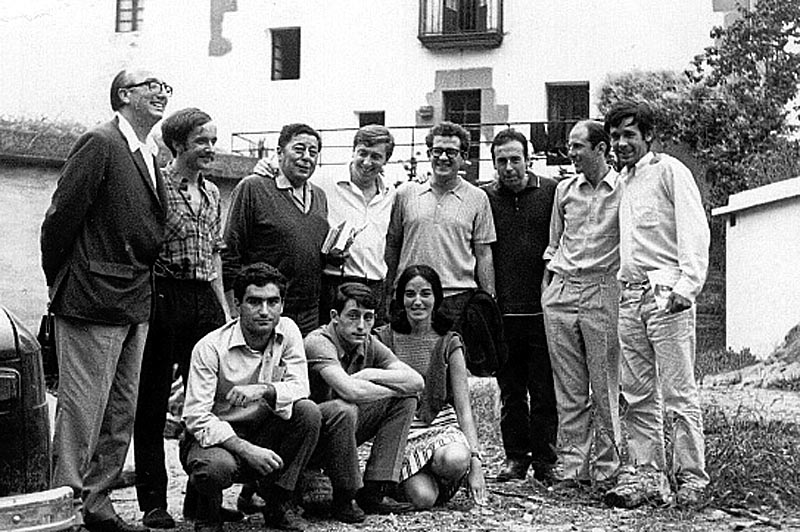
『エス・ドク・アマイル』のメンバーとラボア（右から3人目）

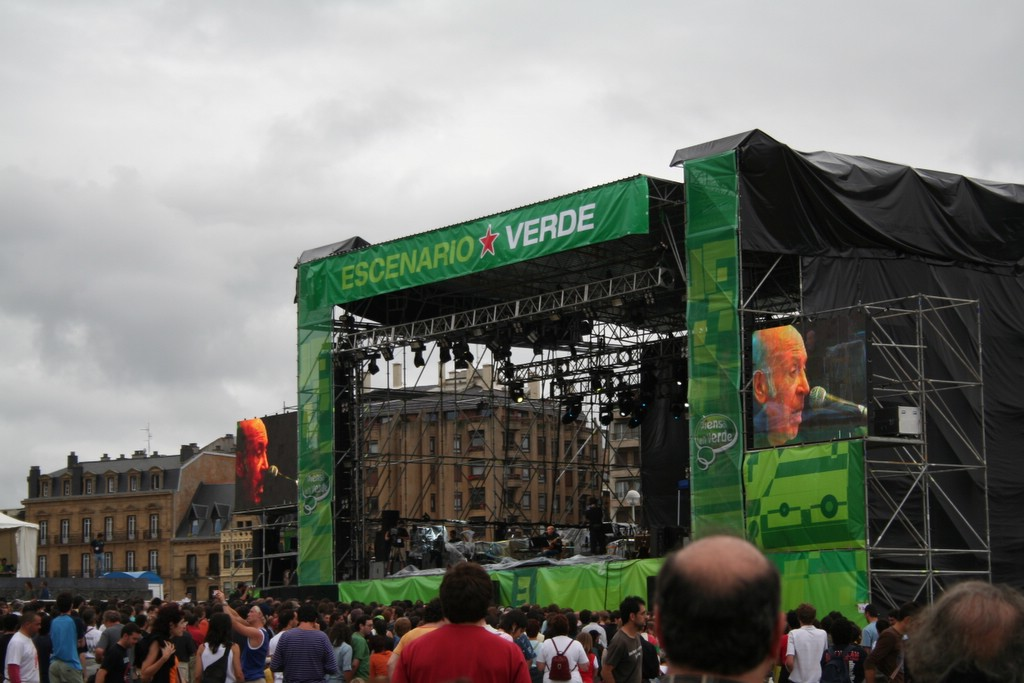
ジャサルディアでの最後のコンサート（2006年）

父親はバスク民族主義党 (PNV) の政治家であり、サン・セバスティアン市議会議員を務めた。1934年6月15日、ミケル・ラボアはギプスコア県パサイアに生まれたが、1936年からのスペイン内戦中にはフランシスコ・フランコやエミリオ・モラらを中心とする反乱軍がギプスコア県に進攻したため、母親とミケルら7人の子どもはビスカヤ県の漁村レケイティオで2年間ほど過ごし、内戦終結前の1939年にサン・セバスティアンに戻って父親と再会した。1950年代にはナバーラ県パンプローナで医学と精神医学を学び、1950年にギターを学び始めた。1955年には友人からもらったレコードでアルゼンチンのアタウアルパ・ユパンキに惹かれ、またチリのヴィオレタ・パーラなどのアーティストにも影響を受けた。ラボアは彼らの後を継ぎ、自身を「政治的アーティスト」に位置付けた。1962年にはサラゴサにおいて、初めて公衆の前でバスク語の曲を歌った。1964年にマリソル・バスティダと結婚して2人の子供を儲け、ミュージシャンとして活動する一方で、サン・セバスティアンにあるサン・ミゲル病院の子ども精神神経部などで20年間精神科医として勤務した。1964年頃にはバルセロナの病院に勤務しており、いったんサン・セバスティアンに戻った後に、再びバルセロナに移って小児神経精神医学を勉強した。
1965年頃のカタルーニャでは『16人の判事』などがノバ・カンソ運動（「新しい歌」の意味、カタルーニャ語音楽の復興運動）を起こしていた。ノバ・カンソ運動に共感したラボアは1967年頃、フランシスコ・フランコ独裁政権下で永い眠りについていたバスク文化を活性化させようと、他のバスク人アーティストともに『エス・ドク・アマイル』という音楽グループを設立した。このグループはバスク語の復興と社会的地位に焦点を当て、ラボアはベニート・レルチュンディなどとともに「新バスク音楽」の担い手として自身の地位を確立した。『エス・ドク・アマイル』のメンバーは不特定であり、ギター、チャラパルタ（木板の打楽器）、アルボカ（牛の角笛）などの演奏をベースに、伝統音楽、ダンス、詩の朗読などを、スペイン・バスクだけでなくカタルーニャやフランスなどでも行った。1969年にはヘシュス・アルツェの詩に曲をつけた『Txoria txori』（鳥よ、鳥）を発表し、この曲は現在でもバスクで広く愛されている。ライブ活動を基盤とするグループだった『エス・ドク・アマイル』は、ライブ・アルバムなども製作することなく、1972年に解散した。フランコによるバスク語抑圧政策のために、初期の何枚かのアルバムはフランス領バスクでしかリリースできなかったが、1974年の『1、3』はスペイン・バスクでもリリースされた。
1985年には精神科医の職を退いて音楽活動に専念するようになった。2006年7月11日、サン・セバスティアン国際ジャズ・フェスティバル（ジャサルディア）の一部としてサン・セバスティアンのラ・スリオラ海岸で開催されたボブ・ディランの「平和コンサート」ではオープニングを務め、数千人の聴衆の前で音楽生活の最後のステージを終えた。音楽生活で最後のコラボレーションはパサイアのグループであるナイスロシャ(Naizroxa)とであり、彼らのアルバムで『Iqharaturic』という曲を歌っている。2000年代半ばからは断続的に体調を崩し、2008年12月1日、サン・セバスティアンの病院で死去した。74歳だった。2008年にはギプスコア県最大の栄誉であるゴールド・メダルの授与が決定しており、12月23日に授賞式が予定されていた。サン・セバスティアン市はラボアの功績を称え、2009年には市内を流れるウルメア川にミケル・ラボア橋が完成した。2013年にはバスク文化（音楽・舞踊・即興詩）の国際化のため、ギプスコア県はバスク大学にミケル・ラボアの名を冠した奨学金制度を制定した。

## 影響
1974年に発表したアルバム『Bat-Hiru』（1、3）は、ディアリオ・バスコ紙による読者投票によって「史上もっとも偉大なバスクのアルバム」に選出された。彼の曲のいくつかはバスク民族音楽界で人気の古典となっており、もっとも人気がある『Txoria txori』（鳥よ、鳥）という曲は、ジョーン・バエズによってオリジナルのバスク語詩に新解釈が加えられた。この曲にはオーケストラ・バージョンも存在し、ドノスティア聖歌隊やバスク自治州若手管弦楽団との協同で生まれた。他の有名な楽曲には『Gure Hitzak』（わたしたちの言葉）、『Haika mutil』『Baga, biga, higa』などがあり、やはりドノスティア聖歌隊との協同で生まれた。しばしばジャズミュージシャンのイニャキ・サルバドールと協同し、またドノスティア聖歌隊やバスク自治州の他の管弦楽団と協同で活動した。1991年には様々な若い世代のロックバンド/フォークグループによって、『Txerokee, Mikel Laboaren Kantak』（チェロキー: ミケル・ラボアの曲）というトリビュート・アルバムが発表された。
バスク人映画監督のフリオ・メデムは、『バスク・ボール』の中で、ラボアが書いた曲を何曲か使用している。メデムは作品中でラボアにインタビューすることを望んだが、ラボアは「歌以外には何も言うことはない」としてこの申し出を辞退した。バスク人小説家のベルナルド・アチャーガはラボアを「背が高く鋭い碧眼を持ったヴァイキングの戦士」と表現した。同じくバスク人映画監督のアレックス・デ・ラ・イグレシアは、2013年の映画『スガラムルディの魔女』でラボアの曲「Baga, biga, higa」を象徴的に用いた。

## 特徴
1960年代と1970年代の作曲スタイルは伝統と詩性や実験性の組み合わせと表現でき、特徴的な声が組み合わされた。彼の作品は現代様式によって再解釈した古いスタンダードに、ベルトルト・ブレヒトのような作家による抒情的な詩が組み合わされており、特筆すべきは『レケイティオアク』という実験的なアルバムである。シャウトや擬声語の音をベースにし、ほぼギター1本で演奏するミニマル・ミュージックは、ビョークや今日の他の前衛ミュージシャンの音楽に遥かに先行している。ラボアのシャウトは、自身が治療を担当していた自閉症児の叫び声をまねたものである。
奇妙な特徴として、アルバムのタイトルが数値であることが挙げられる。この習慣は1974年の2枚組アルバム『Bat-Hiru』（1、3）から始まり、ディスク2の曲はフランシスコ・フランコ独裁政権下では禁じられていたベルトルト・ブレヒトの詩に基づいている。1980年の2枚組LPは『Lau-Bost』(4、5)という名称であり、1985年にはずばり『6』というアルバムを、1988年の7から11を含む『レケイティオアク』というアルバムに続けて、1989年には『12』を発表した。かつて自身が所属していた「エス・ドク・アマイル」（13は存在しない）という文化グループへのオマージュとして13を名に持つアルバムは製作せず、1994年に『14』を、ライブ・アルバムで『15』と『16』を製作した。2005年に発表された『17』が最後のアルバムとなった。

## ディスコグラフィー
- 1964 Lau herri kanta
- 1966 Ursuako Kantak
- 1969 Bertold Brecht
- 1969 Haika Mutil
- 1972 Euskal Kanta Berria
- 1974 Bat-Hiru『1、3』
- 1980 Lau-bost『4、5』
- 1985 6 (Sei)
- 1988 Lekeitioak『レケイティオアク』
- 1989 12 (Hamabi)
- 1994 14 (Hamalau)
- 1997 Mikel Laboa Zuzenean
- 2000 Zuzenean II - Gernika
- 2003 60ak+2
- 2005 Xoriek - 17